# محمد الهاشل
د. محمد يوسف الهاشل مُحافظ بنك الكويت المركزي منذ تاريخ 1 أبريل 2012 وحتى تاريخ 31 مارس 2022. وفي يوليو 2022 انضم محافظ بنك الكويت المركزي السابق د. محمد الهاشل، إلى كبار مستشاري شركة «ماكينزي» العالمية للاستشارات.

## المؤهلات العلمية
قائمة بالمؤهلات العلمية التي حصل عليها محمد الهاشل:
- دكتوراه في التمويل، جامعة Old Dominion، فرجينيا، الولايات المتحدة الأمريكية، ديسمبر 2003.
- ماجستير في الاقتصاد، جامعة Old Dominion، فرجينيا، الولايات المتحدة الأمريكية، أغسطس 2003.
- ماجستير إدارة أعمال MBA، تخصص تمويل، جامعة Emory، جورجيا، الولايات المتحدة الأمريكية، مايو 2001.
- دبلوم المعايير الدولية لإدارة التقارير المالية (IFRS)، ارنست ويونغ، مملكة البحرين، أبريل 2008.
- بكالوريوس هندسة كمبيوتر، جامعة الكويت، أغسطس 1997.

## المناصب الحالية
المناصب التي تولاها محمد الهاشل:
- المحافظ ورئيس إدارة بنك الكويت المركزي منذ تاريخ 1 أبريل 2012 وحتى تاريخ 31 مارس 2022.
- رئيس مجلس إدارة معهد الدراسات المصرفية.
- المحافظ المناوب لدولة الكويت لدى كلِّ من صندوق النقد الدولي، وصندوق النقد العربي.
- رئيس مجلس إدارة المجلس النقدي الخليجي.
- رئيس مجلس الإدارة 2020، ورئيس اللجنة التنفيذية منذ 2016، للمؤسسة الدولية الإسلامية لإدارة السيولة (IILM).
- عضو مجلس إدارة مجلس الخدمات المالية الإسلامية (IFSB).
- عضو المجلس الأعلى للبترول.
- عضو مجلس إدارة الهيئة العامة للاستثمار.
- عضو المجموعة الإستشارية الإقليمية للشرق الأوسط وشمال أفريقيا بمجلس الاستقرار المالي (FSB).
- عضو المجلس الاستشاري للاتحاد الدولي للمصرفيين العرب.

## الجوائز وشهادات الامتياز
قائمة بأهم الجوائز والشهادات التي حصل عليها محمد الهاشل:
- حاصل على شهادتي تفوق مع مرتبة الشرف من أمير الكويت جابر الأحمد الصباح، الكويت، 1992، 1998.
- قائمة العميد الشرفية، جامعة الكويت، 1993-1997.
- حاصل على المركز الأول في كلية الهندسة والبترول، وكذلك المركز الأول في جامعة الكويت بكافة كلياتها بتقدير امتياز مع مرتبة الشرف بمعدل 3.97/4.00، أغسطس 1997.
- حاصل على جائزة “Wall Street Journal” لأفضل خريج في تخصص التمويل / ماجستير إدارة الأعمال (MBA) (من بين 190 خريج)، جامعة Emory، جورجيا، أمريكا، 2001.
- قائمة العميد الشرفية، ماجستير إدارة الأعمال (MBA)، جامعة Emory، جورجيا، أمريكا، 2000-2001.

عضو جمعية BETA GAMMA SIGMA الشرفية لبرامج العلوم الإدارية المعتمدة في أمريكا من قبل هيئة AACSB.
- حاصل على جائزة «الرؤية القيادية ˗ محافظ البنك المركزي للعام 2015»؛ من قبل اتحاد المصارف العربية.
- حاصل على جائزة أفضل محافظي البنوك المركزية على مستوى العالم وفق تقييم مجلة (Global Finance) لعام 2018.[3]
- حاصل على جائزة أفضل محافظي البنوك المركزية على مستوى العالم وفق تقييم مجلة (Global Finance) لعام 2019.[4]
- حاصل على جائزة أفضل محافظ بنك مركزي في منطقة الشرق الأوسط وفق تقييم مجلة (The Banker) لعام 2019.
- حاصل على جائزة أفضل محافظي البنوك المركزية على مستوى العالم وفق تقييم مجلة (Global Finance) لعام 2020.
- حاصل على جائزة أفضل محافظي البنوك المركزية على مستوى العالم وفق تقييم مجلة (Global Finance) لعام 2021.